# Pałac w Barzynie
Pałac w Barzynie (Pałac rodu von Bodeck) – pałac wraz z zespołem parkowym znajdujący się we wsi Barzyna (niem. Wiese) w gminie Rychliki w powiecie elbląskim w województwie warmińsko-mazurskim. Wybudowany i wielokrotnie rozbudowywany, w latach 1560-1829 głównie w stylu neogotyckim i barokowym, jako siedziba pruskiego rodu szlacheckiego von Bodeck.

## Położenie
Pałac położony jest we wsi Barzyna około 10 km na południowy zachód od Pasłęka i 28 km od Elbląga na drodze lokalnej z Rychlik do Śliwicy, pomiędzy drogami wojewódzkimi nr 526 na odcinku Pasłęk – Przezmark i 526 na odcinku Pasłęk – Dzierzgoń. Nieopodal, około 3 km na północ, znajduje się Kanał Elbląski.

## Historia
Historia wsi, pierwotnie znana pod pruską nazwą Wisen, sięga XIV wieku. Po raz pierwszy pojawia się w dokumentach w 1310 roku, a w 1374 Wielki Mistrz Zakonu Krzyżackiego Konrad III Zöllner von Rotenstein nadaje tutejsze dobra trzem pruskim braciom.
W latach 1560–1829 Barzyna była nieprzerwanie związana z pochodzącym z Frankfurtu nad Menem, a według innych źródeł z Kassel, rodem von Bodeck. Nie wiadomo jednak dokładnie w jakim okresie pobytu w majątku wznieśli swoją pałacową rezydencję. Krajowy Ośrodek Badań i Dokumentacji Zabytków, wpisując pałac do rejestru zabytków w 1968 roku, opisał pałac jako budowlę pochodzącą z 1693, więc prawdopodobnie tę datę należy uznać za pierwotne założenie pałacu w Barzynie.
Niewątpliwie jednak, pałac, którego pozostałości w byłych dobrach rodowych znajdują się obecnie, to efekt wielokrotnej rozbudowy i przebudowy bryły pierwotnej, o czym świadczy mieszanka stylów architektonicznych, z których dają się wyróżnić elementy neogotyckie czy barokowe.
Gdy w 1829 roku, nie zostawiając męskigo potomka, zmarł ostatni przedstawiciel rodu von Bodeck z Barzyny – Albrecht Heinrich Christoph (1750 – 27 sierpnia 1829), pałac i majątek przeszły w ręce majora pruskiej Landwehry – Kazimierza von Hülsena. Po nim dobra przejął baron Bernhard von Sanden, pochodzący z rodu królewskich patrycjuszy (baronów od 1840), a który ożeniony był z Urliką von Bodeck, córką Albrechta Christopha, ostatniego Bodecka.
Następnie w latach 1868-1910 dobra były w posiadaniu braci Paula i Otto Frankensteinów, a jeszcze przed I wojną światową stały się własnością rodzeństwa Gerda i Marii von der Groeben. Ród Groeben posiadał liczne i rozległe dobra i majątki na terenie byłych Prus Wschodnich, m.in. w Łabędniku, Ponarach, Nowej Wiosce koło Kwidzyna, Bałoszycach, Klimach czy Ludwigowie. Przed wybuchem wojny rodzinny majątek Groebenów zajmował powierzchnię 850 ha oraz 100 ha lasu, a ponadto znajdowało się tam około 110 koni, 80 krów, 60 świń czy ponad 500 owiec odmiany Merynos.
W styczniu 1945 roku, podczas ofensywy radzieckiej w Prusach Wschodnich, Gerd von der Gröben zastrzelił się. Wiadomo, iż w tym czasie w pałacu w Barzynie, Groebenowie przetrzymywali liczne odziedziczone po przodkach dzieła sztuki. W ich zbiorach znajdował się m.in. otrzymany od pruskiego rodu von Carstanjen, unikatowy autoportret autorstwa Rembrandta – Śmiejący się Rembrandt.
Po wojnie, pałac wraz z całym majątkiem, stał się własnością PGR-u, który utworzył w nim przedszkole oraz mieszkania i biura dla potrzeb robotników gospodarstwa. W późniejszym czasie obiekt nieremontowany i niekonserwowany systematycznie popadał w ruinę.
W późniejszym czasie, dzięki staraniom i pasji prywatnej osoby z pobliskich Kwitajn, pana Stanisława Ducha, do tamtejszego dobrze zachowanego pałacu rodziny Donhoffów, przeniesiono wiele części zabytkowego wnętrza pałacu z Barzyny. Uratowano m.in. dwa, pochodzące z 1933 roku piece kaflowe z herbem rodowym von der Groebenów na cokole (w tym jeden wykonany w zakładzie ceramicznym Waltera Wendela Braniewie), dwie pochodzące z XVII wieku żeliwne renesansowe i bogato zdobione płyty paleniskowe: Judyta z głową Holofornesa i Salome z głową Świętego Jana oraz żeliwną tablicę z herbem rodu von Hülsen i spokrewnionego z nimi rodu von Wallenrodt – wykonaną najprawdopodobniej na przełomie XVII i XVIII, która zawiera inskrypcję J. S. von Hülsen C. von Wallrode Churfr. Brandenb.Obrister zu Ros Obristin von Hülsen Anno 1696 (tłum. J. S. von Hülsen, C. von Wallerode pułkownik jazdy kurfirsta brandenburskiego, pułkownikowa von Hülsen, roku 1696).
Obecnie, obiekt jest własnością prywatną, lecz nadal zarówno sam pałac jak i cały majątek, pozostają nieremontowane i popadają w coraz większą ruinę.

## Architektura
Pałac wraz z niewielkim otaczającym go parkiem na przestrzeni wieków były wielokrotnie przebudowywane i rozbudowywane.
Obecnie, są to pozostałości po budynku założonym na planie prostokąta i o nieregularnym kształcie bryły głównej. W części centralnej posiada niewielki wejściowy ryzalit, gdzie umieszczone jest główne wejście do wnętrz. Po obu stronach korpusu głównego znajdują się dwie duże dobudówki. Lewa, nakryta jest dachem mansardowym, a prawa, wzniesiona w stylu neogotyckim z wieżami w narożnikach, dachem niemal całkowicie płaskim. W pałacu znajduje się również, dziś już ledwo widoczny, barokowy portal z uszakami, który we fryzie posiadał obustronnie herb rodu von Bodeck oraz łacińską inskrypcję Johanna Florentina von Bodeck, Bonaventura Dominicius von Bodeck Anno 1724.
Całe założenie otoczone było niewielkim parkiem, który obecnie całkowicie zatracił swoje walory i pozostaje zdziczały i zarośnięty.

## Zabytek
Pałac w Barzynie wpisany jest do rejestru zabytków nieruchomych pod nr rej. 651/68 z 27.02.1968.